# セオボールド・スミス

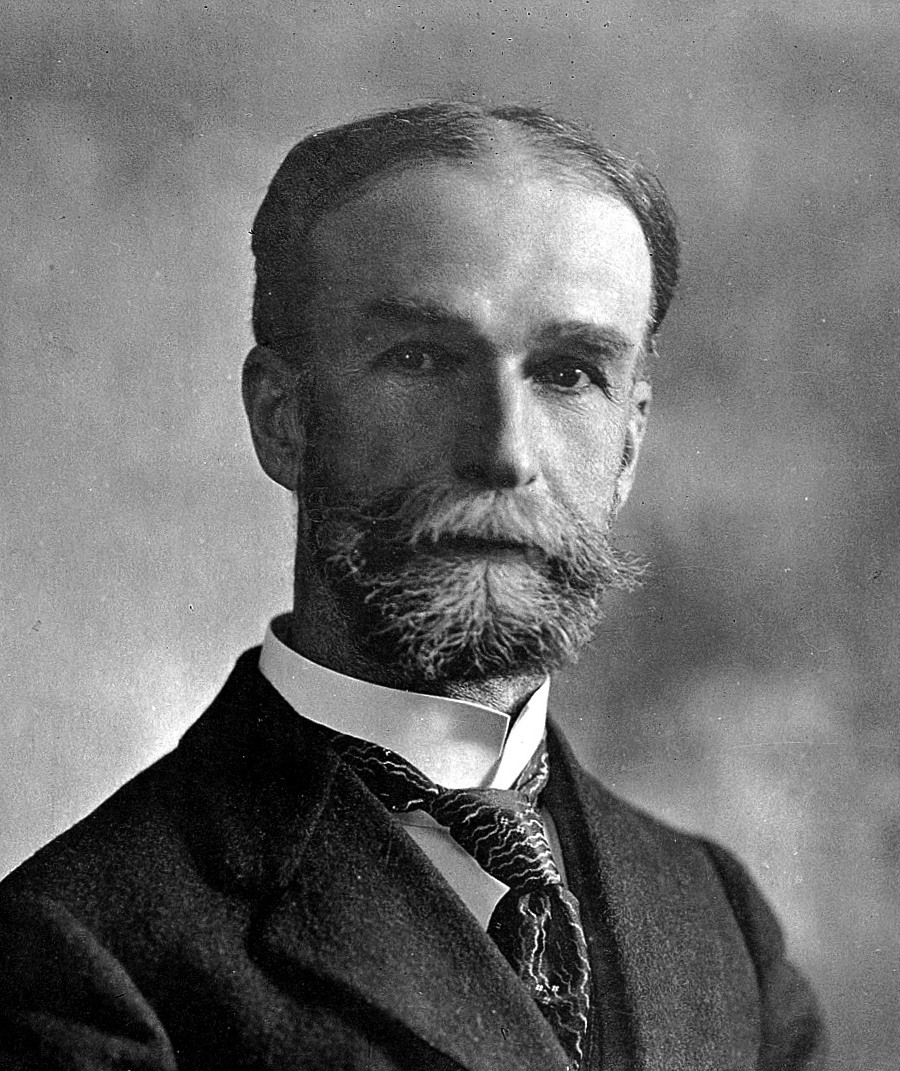
セオバルド・スミス

セオボールド・スミス（Theobald Smith, 1859年7月31日 - 1934年12月10日）は、アメリカ合衆国の病理学者・疫学者である。 1893年にシラミが伝染性の病気を媒介することを証明した。節足動物媒介伝染病の研究の基礎を築いた。
ニューヨーク州・オールバニで、ドイツ系移民の子供に生まれた。コーネル大学などで医学を学んだ。基礎医学の分野に転じ家畜の伝染病の研究などを行った。1886年からジョージ・ワシントン大学で細菌学の教授、1895年からハーバード大学で病理学の教授、1915年からロックフェラー医学研究センターの所長を歴任した。1933年のコプリメダルの他多くの賞を受賞している。王立協会外国人会員。